# إيرين جرايف
إيرين جرايف (بالإنجليزية: Irene Greif) هي عالمة كمبيوتر أمريكية ومؤسس شركة مجال الكمبيوتر-دعم العمل التعاوني (CSCW). اشتهرت باعتبارها أول امرأة تحصل على درجة الدكتوراه في علوم الحاسوب من معهد ماساتشوستس للتكنولوجيا.

## السيرة الذاتية
والدة جرايف محاسبة ومن مواليد مدينة نيويورك، لها أخ وأخت. حضرت كلية هنتر في المدرسة الثانوية قبل حصولها على البكالوريوس ودرجات الدراسات العليا من معهد ماساتشوستس للتكنولوجيا. في عام 1975 أصبحت جرايف أول امرأة تكسب درجة الدكتوراه في علوم الحاسب من معهد ماساتشوستس؛ في أطروحتها من ذلك العام ناقشت النموذج الفاعل في تشغيل الآلات.
عملت كأستاذة علوم الكمبيوتر في جامعة واشنطن قبل أن تعود إلى معهد ماساتشوستس للتكنولوجيا وتعمل كأستاذة في الهندسة الكهربائية وعلوم الكمبيوتر (1977–87). في عام 1984 صاغ جرايف وبول كاشمان عدة مصطلحات في علوم الكمبيوتر وسجلاهما في كامبريدج بولاية ماساتشوستس. عادت جرايف إلى مهنتها المفضلة التدريس،  قبل أن تُغادر الأكاديمية في عام 1987 ثم تولت تصميم منتجات المجموعة،  كما أسست مجموعة أبحاث في عام 1992. تم شراء شركتها الصغيرة من قبل شركة آي بي إم بعدما استحوذت عليها ثم شغلت في وقت لاحق منصب مديرة شركة توماس جي واتسون. جرايف هي زميلة في الأكاديمية الأمريكية للفنون والعلوم ورابطة مكائن الحوسبة وهي أيضا عضو في الأكاديمية الوطنية للهندسة. لها عدة جوائز من بينها جائزة التميز في التكنولوجيا الدولية (2000)، كما حصلت على جائزة سيدات الأعمال في مجال العلوم والتكنولوجيا (2008)، ثم جائزة الريادة التقنية من معهد أنيتا بورغ (2012).
تعيش جرايف الآن في مركز نيوتن في ماساتشوستس، حيث تقاعدت من شركة آي بي إم في عام 2013. متزوجة من ألبرت ماير هيتاشي وهو أستاذ علوم الكمبيوتر في معهد ماساتشوستس للتكنولوجيا. جرايف يهودية  ولديها ابن وابنة فضلا عن طفليين متبنيين.

## الأعمال المختارة لغريف
- 1975: علم دلالات الألفاظ للعمليات التواصلية المتوازية.
- 1980: برامج لتقسيم الحوسبة، تطبيق الروزنامة أو التقويم.
- 1982: عمل مكتبي تفاعلي، إدارة مؤتمر عن بعد وإدارة تقويم: مجموعة من الأوراق البحثية.
- 1983: برامج من أجل الأدوار التي يلعبها الناس.
- 1988: العمل التعاوني المدعوم بالحاسوب، كتاب للقراءة.